# Alcabala
Alcabala nebo alcavala (španělská výslovnost: [alkaˈβala]) byla daň z obratu ve výši až čtrnáct procent, zavedená kastilským králem Alfonsem XI. prvně roku 1342. Ačkoli měla být původně vybírána jen tři roky, stala se pravidelným zjevem. Platila se ve Španělsku i ve španělských dominiích, tedy ve španělské koloniální říši. Fernando Álvarez de Toledo, 3. vévoda z Alby zavedl pětiprocentní alcabalu i v Nizozemí, což se stalo důležitými motivem k nizozemské revoluci. Na rozdíl od většiny daní ve Španělsku té doby nebyla žádná třída ani skupina, včetně šlechty a duchovenstva, od placení alcabaly osvobozena. Ačkoli od roku 1491 byli duchovní osvobozeni od daní z obchodu, který „nebyl činěn pro zisk.“ Také některá města občas získala z placení daně výjimku. Pojem patrně vycházel z arabského slova alqabála, jež označovalo daň nebo smlouvu.